# Fulgencio de Ruspe
Fulgencio de Ruspe (Telepte, Numidia, actual Tunicia, c. 468 - 1 de enero, c. 533) fue obispo de la ciudad de Ruspe (África del Norte), entre los siglos V y VI, siendo posteriormente declarado santo cristiano.

## Biografía
Fabius Claudius Gordianus Fulgentius nació en el seno de una familia noble de Cartago, ciudad que había sido arrancada del Imperio romano unos treinta años antes por los vándalos.
Su abuelo era un conocido senador romano. Su padre murió cuando Fulgencio era todavía bastante joven. Su madre, Mariana, le enseñó a hablar griego y latín. Fulgencio se desenvolvía bien con estas lenguas, hablándolas casi como si fuera nativo. Gracias a su nivel cultural, rápidamente se ganó una buena reputación, la cual le sirvió para adquirir un puesto de funcionario público en el gobierno de Roma como procurador de Bizacena.
No tardó en renunciar al cargo y a la vida material, debido a su vocación monástica nacida al socaire de una lectura de un sermón de Agustín de Hipona sobre el salmo 36, que trataba de la naturaleza transitoria de la vida terrenal. Unerico, rey arriano, había expulsado de sus diócesis a la mayoría de los obispos ortodoxos. Uno de ellos, llamado Fausto, había fundado un monasterio en la Bizacena. A él se dirigió Fulgencio en busca de consejo, pero Fausto le desaconsejó la vida religiosa con duras palabras: «Primero aprende a vivir en el mundo sin entregarte a sus placeres. ¿Crees acaso que es tan fácil el paso de una vida cómoda como la tuya, a una vida de severo ayuno y pobre vestido como la nuestra? ¿Cómo podrás acostumbrarte a nuestras vigilias y penitencias?»; Fulgencio habría replicado modestamente: «Aquel que me ha llamado a servirle me dará también el valor y la fuerza necesarios». Esta respuesta humilde y decidida movió a Fausto a admitirle a prueba.
La furia de los arrianos le obligó a dejar el monasterio que había fundado y gobernado con ejemplar solicitud, y partió hacia Sicilia con intención de buscar la soledad en Egipto. No obstante, cuando el obispo de Siracusa le puso al corriente de los daños que causaba el monofisismo por medio de los monjes egipcios, regresó a su patria, tras una visita a Roma. Allí fundó un nuevo monasterio, del que fue abad. Y ordenado sacerdote en el año 508, ocupó la sede episcopal de Ruspe, una pequeña ciudad en la costa del golfo de Gabés.
Exiliado con otros sesenta obispos por los invasores vándalos, Fulgencio se refugió en Cerdeña. Más tarde, el rey vándalo Trasamundo lo llamó a Cartago para participar en unas discusiones teológicas, pero su celo y su sabiduría alarmaron a los arrianos, que obtuvieron sin dificultad una nueva deportación a Cerdeña. 
Restaurada la paz en África con el advenimiento del rey Hilderico, los obispos exiliados pudieron regresar a sus diócesis en el 523. En sus últimos diez años de vida, Fulgencio continuó con su fructífera labor apostólica. El poder y la efectividad de sus prédicas eran tan profundos que su arzobispo, Bonifacio de Cartago, derramaba abundantes lágrimas cada vez que escuchaba los sermones de Fulgencio, y públicamente agradecía a Dios por tener en su diócesis a un orador de tanta altura. Aunque Fulgencio se había retirado a un monasterio de la isla de Circinia con el fin de prepararse para el paso a la eternidad, fue llamado para acudir de nuevo a Ruspe, donde sirvió a la Iglesia hasta el día de su muerte, el 1 de enero del año 533.
Teólogo y polemista, fue discípulo y fiel seguidor de la doctrina de san Agustín. San Fulgencio de Ruspe se hizo famoso por su crítica del arrianismo y del semipelagianismo, siendo el último de los grandes teólogos de la Iglesia africana y un buen exponente de la influencia ejercida por la misma en Occidente.